# Naoya Kikuchi
Naoya Kikuchi (Shizuoka, Prefectura de Shizuoka, Japó, 24 de novembre de 1984) és un futbolista japonès.

## Selecció japonesa
Naoya Kikuchi va disputar 1 partits amb la selecció japonesa.